# Takako Kotorida
Takako Kotorida (jap. 小鳥田 貴子, Kotorida Takako, heute: 山田 貴子, Yamada Takako; * 2. April 1977 in der Präfektur Hiroshima) ist eine japanische Langstreckenläuferin. Seit 2008 läuft sie für die Elektronikhandelskette Deodeo.
Ihr größter Erfolg auf der Bahn war ein vierter Platz beim 10.000-Meter-Lauf der Asienspiele 2002 in Busan.
Bei den Halbmarathon-Weltmeisterschaften 2001 in Bristol kam sie auf den 25. Platz und gewann mit der Mannschaft Silber. Ebenfalls Team-Silber gab es für sie zwei Jahre später bei den Halbmarathon-Weltmeisterschaften in Vilamoura, wo sie den 13. Rang belegte. 
2004 wurde sie Achte beim Osaka Women’s Marathon. Im Jahr darauf siegte sie beim Kagawa-Marugame-Halbmarathon, kam jedoch beim Nagoya-Marathon über einen 23. Platz nicht hinaus.

## Persönliche Bestzeiten
- 5000 m: 15:15,16 min, 8. Juni 2003, Yokohama
- 10.000 m: 31:41,32 min, 22. April 2001, Kōbe
- Halbmarathon: 1:08:35 h, 9. März 2003, Yamaguchi
- Marathon: 2:32:15 h, 25. Januar 2004, Osaka